# Djurgården
Djurgården [ˈjʉːrˌgoːɖən] (schwedisch djur = Tier, gård/en = der Hof, sinngemäß: der Tiergarten) ist eine Insel, ein Stadtteil und Parkgebiet im Osten von Stockholm. Die zum Teil bewaldete Insel gehört zum Stockholmer Stadtbezirk Östermalm und hat etwa 800 Einwohner, ist 279 Hektar groß und hat eine Uferlänge von 10.200 m. Die Insel heißt eigentlich Valdemarsön, aber praktisch wird nur der Stadtteilname verwendet.

## Lage
Djurgården befindet sich im Südteil des Kungliga Djurgården, das bis 1809 königliches Jagdrevier war. Sie ist gut zu erreichen per Auto, Bus, Straßenbahn Djurgårdslinie (Nr. 7) und den zwei Fähren Sjövägen (Nr. 80) und Djurgårdenfähre (Nr. 82) der Storstockholms Lokaltrafik (SL).
Der Djurgårdsbrunnskanalen, der am Nordosten der Insel entlangführt, wurde 1833 fertiggestellt, da zuvor durch die Landhebung die dortige Wasserstraße zu schmal und damit unbrauchbar geworden war.

## Sehenswürdigkeiten
Am zentralen Djurgårdsvägen liegen eine Reihe von Museen. Dazu zählen:
- Vasa-Museum,
- Nordiska Museet,
- ABBA The Museum,
- Liljevalchs Kunsthalle,
- Aquaria Vattenmuseum,
- Spritmuseum
- Kinderliteratur-Museum Junibacken,
- Vrak (Museum)
- sowie die Estonia-Gedenkstätte.

In der Nähe des Hasselbacken befindet sich der Haupteingang zu Schwedens erstem und größtem Freilichtmuseum Skansen. Auf der Waldemarsudde liegt die Villa des Prinzen Eugen, die als Museum Bilder des Prinzen und seiner Zeitgenossen präsentiert und damit einen Überblick über die schwedische Malerei der Jahrhundertwende (1900) gibt. Im Südosten von Djurgården zeigt die Thielska galleriet Gemälde von Edvard Munch und Werke zeitgenössischer schwedischer Künstler in einer ehemaligen Bankiersvilla.
Vergnügungsstätten sind Gröna Lund, der Circus, und Gasthäuser aus dem 19. Jahrhundert, wie das in der Literatur verewigte Hasselbacken'. Des Weiteren findet man auf der Insel das Lustschloss Rosendals slott umgeben von einem öffentlichen Park, der im Sommer von den Stockholmern gerne für Freizeitaktivitäten und Picknick genutzt wird. Alljährlich findet zudem der Tjejmilen-Straßenlauf dort statt.

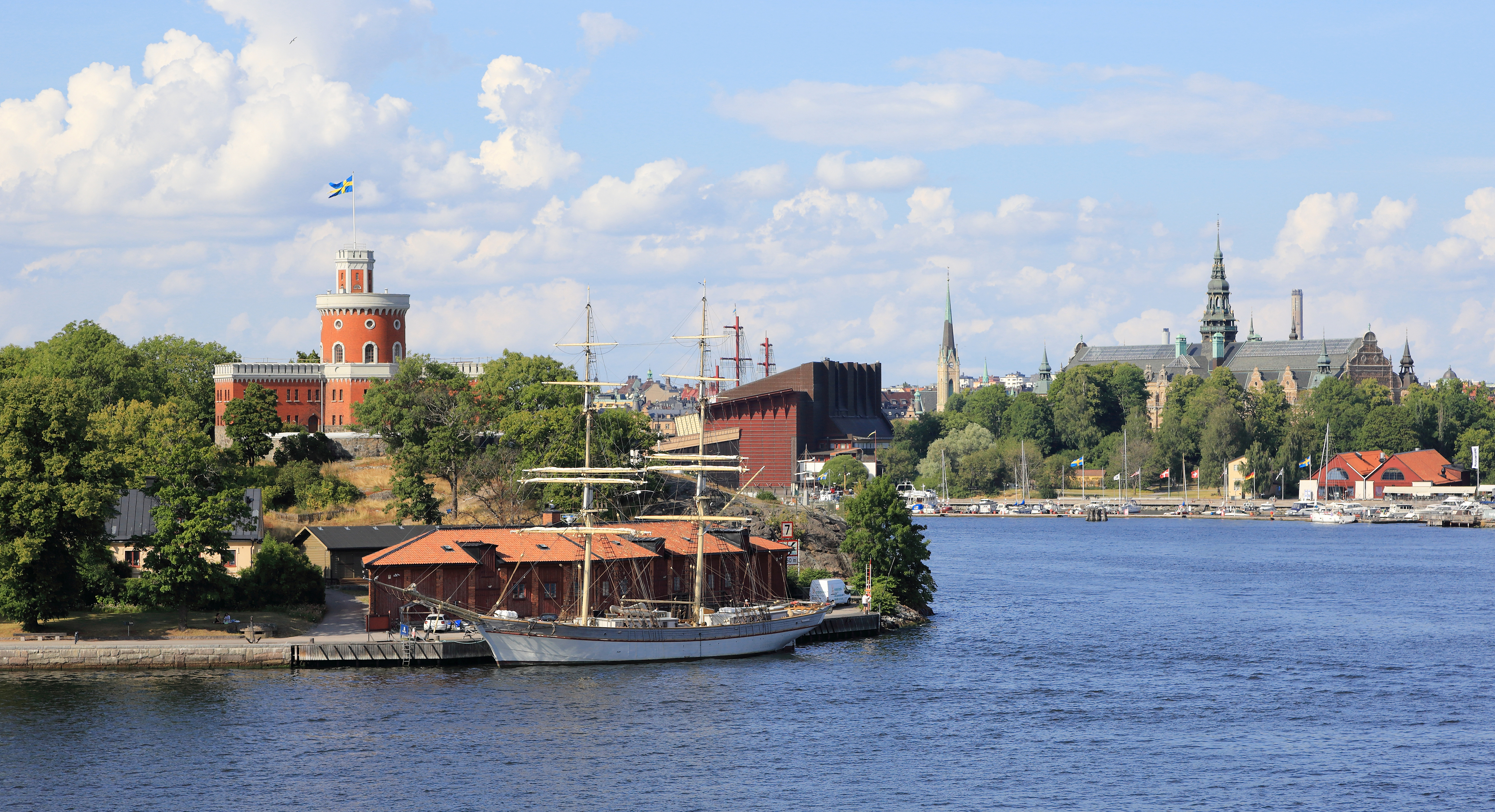
Das Kastell, das Vasa-Museum und das Nordiska Museet
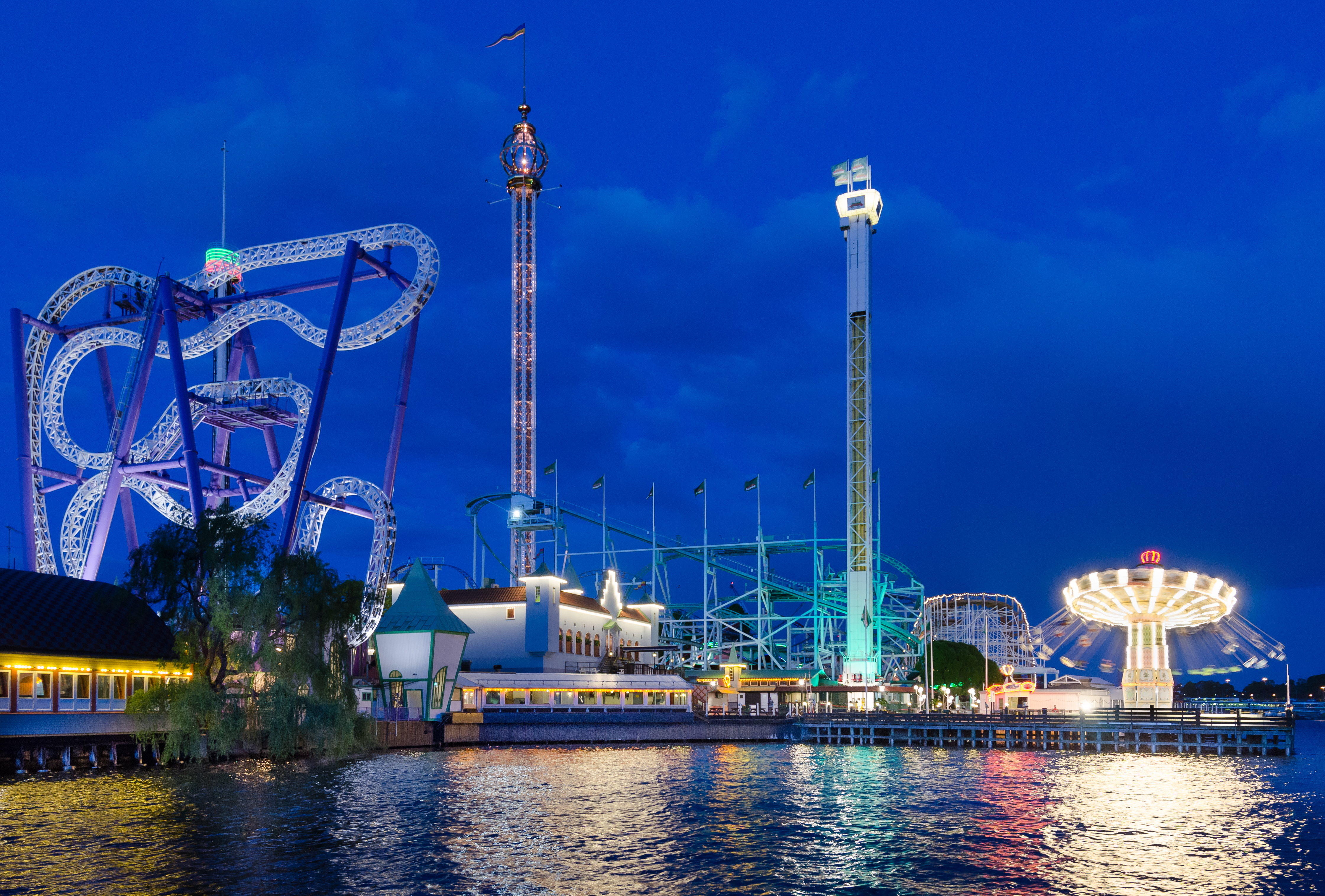
Gröna Lund auf Djurgården
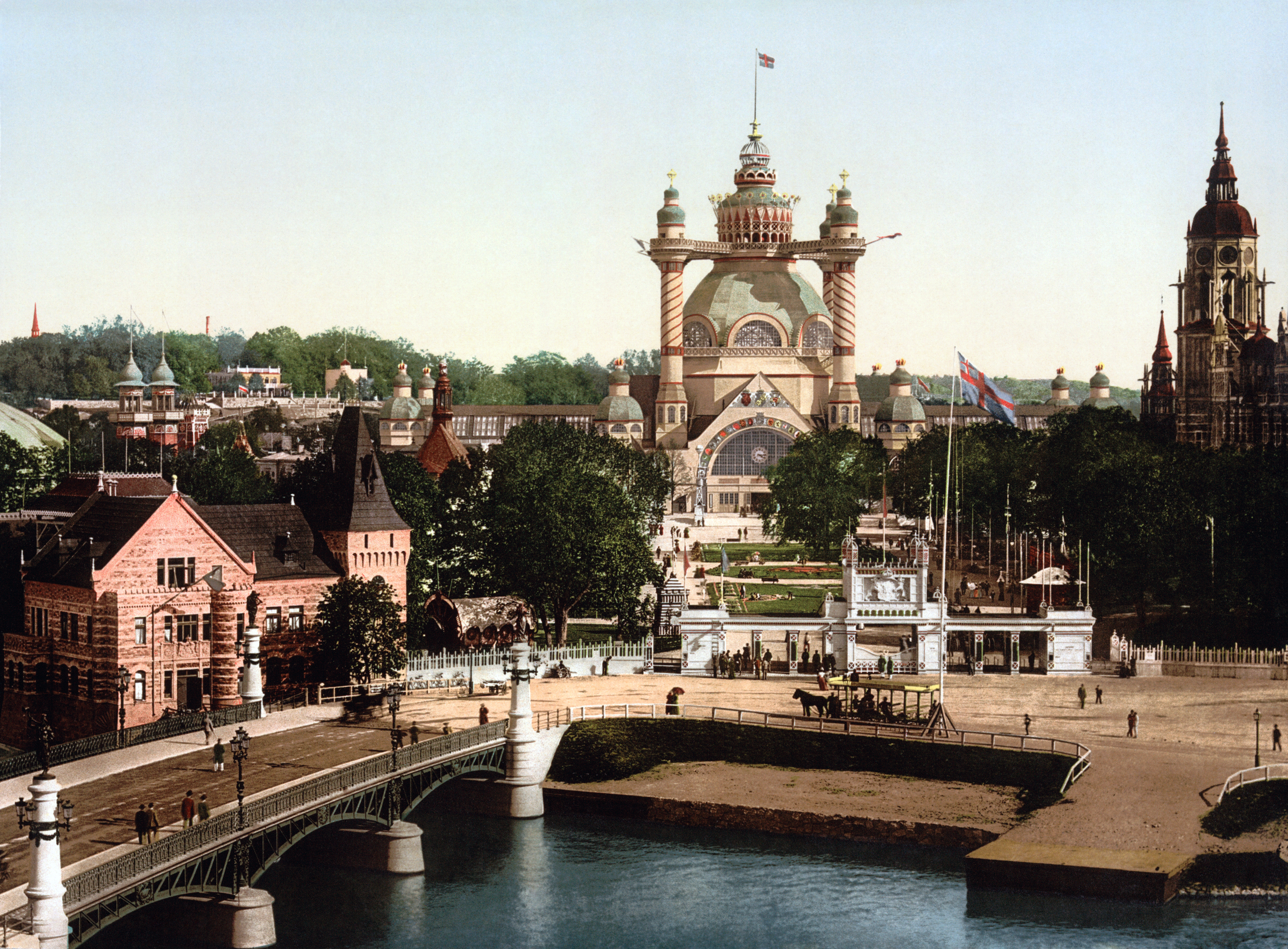
Photochrom von 1897 mit Blick auf Ausstellungshalle und Nordiska Museet
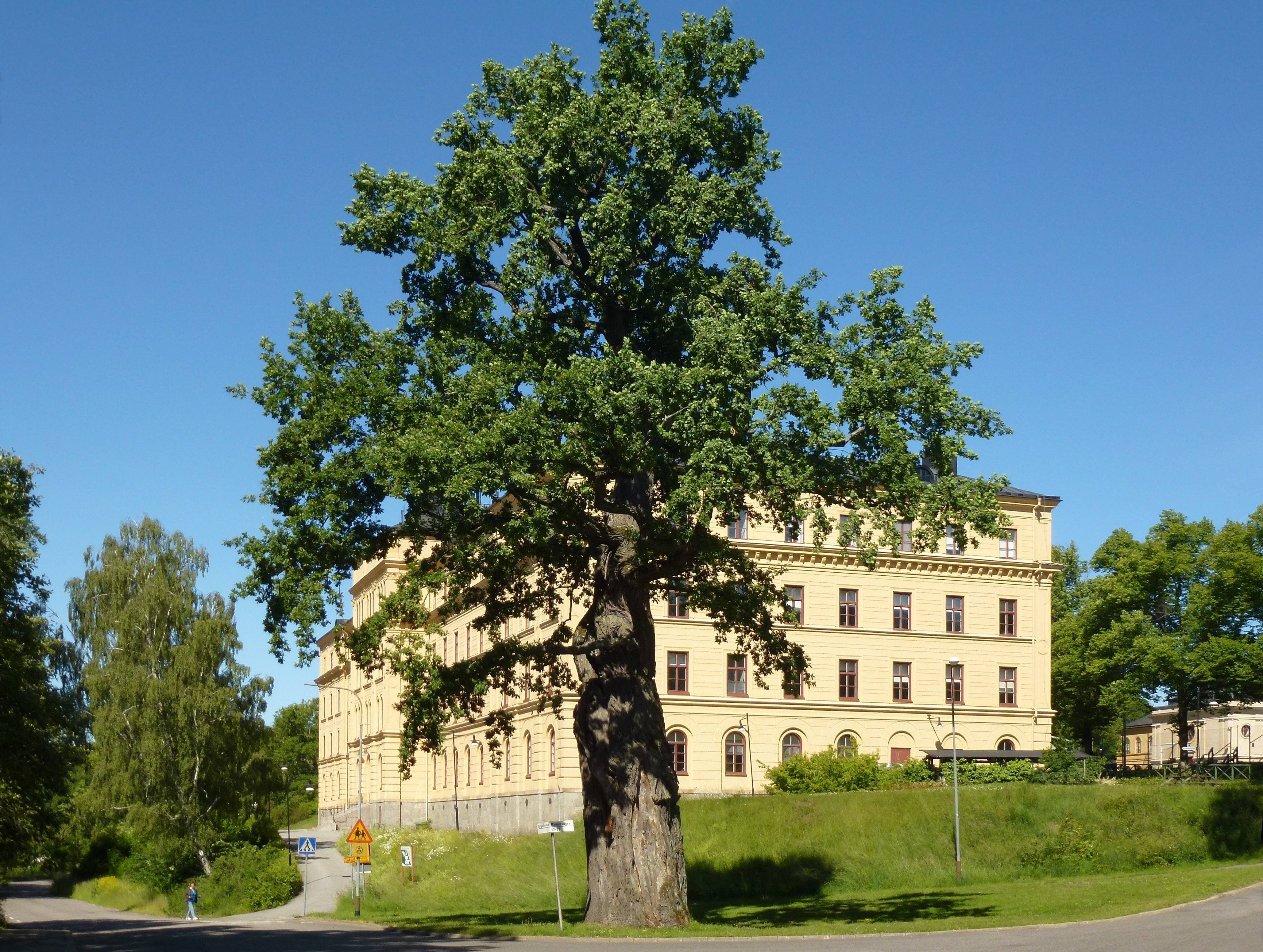
Die Königseiche von Djurgarden
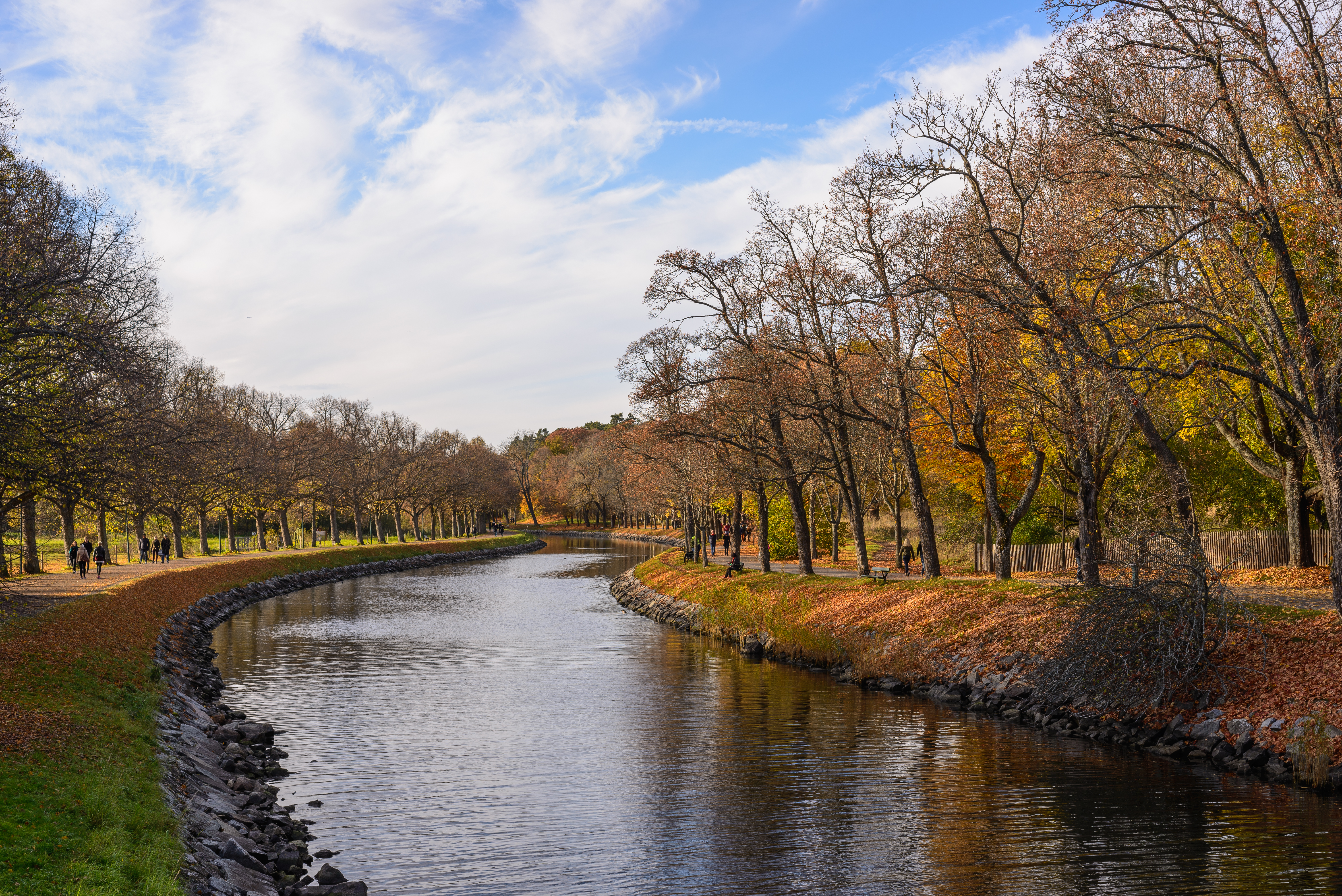
Djurgårdsbrunnskanalen im Herbst
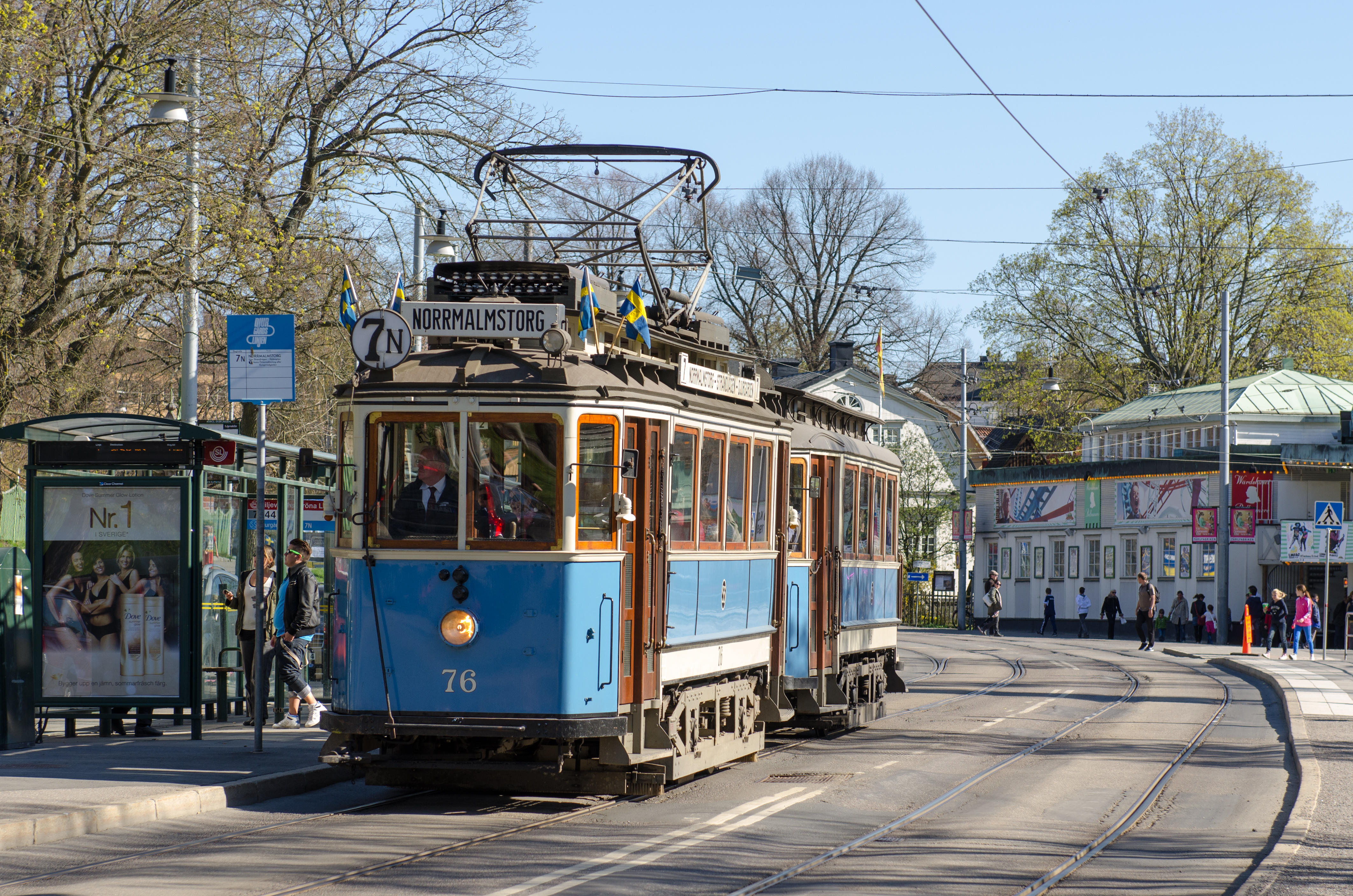
Djurgårdslinie